# Stanisław Grzesiuk
Stanisław Grzesiuk (6 de mayo de 1918, Małków cerca de Chełm-21 de enero de 1963 en Varsovia) fue un escritor polaco, poeta, cantante folclórico (conocido como el bardo de Czerniaków) e ingeniero eléctrico de formación.

## Biografía
Autor de la trilogía literaria polaca autobiográfica: Descalzo, pero en las espuelas (1961), Cinco años de Kacet (1956) y El margen de la vida, es uno de los principales divulgadores de la cultura y folclore de preguerra de Czerniaków. También fue un reconocido activista social y de ideología de izquierdas, anticlerical y ateo.
Su padre, nacido en Varsovia y criado en la región de Lublin, trabajó en una fábrica de máquinas de vapor como cerrajero de profesión. Su madre, originaria de Nowe Miasto (distrito de Płoński), trabajó como cuidadora de una casa. Desde 1920, cuando sus padres se mudaron a Varsovia, hasta 1940, residió en el distrito varsoviano de Czerniaków, distrito habitado en gran parte por la clase humilde y pobre de Varsovia.
Nacido y criado en circunstancias difíciles, se graduó en la escuela de formación profesional, trabajando posteriormente en una fábrica, en la cual conoció por primera vez las actividades y movimientos polacos de izquierdas.
Tras el estallido de la Segunda Guerra Mundial, mientras vivía en Varsovia, formó parte de la lucha contra los ocupantes alemanes nazis, a través de las denominadas Fuerzas Armadas Polacas, en la división Subterránea. Buscado por la Gestapo alemana por posesión de armas (probablemente resultado de una denuncia anónima), fue arrestado durante una redada y enviado a trabajos forzados en Alemania, en las cercanías de Coblenza. Posteriormente, fue destinado y enviado al Campo de concentración de Dachau por golpear a soldados alemanes e intentar escapar de los trabajos forzados impuestos.

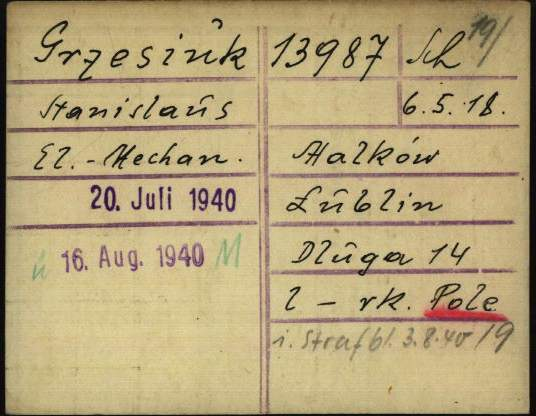
Tarjeta de registro de Stanisław Grzesiuk como prisionero en el campo de concentración nazi de Dachau

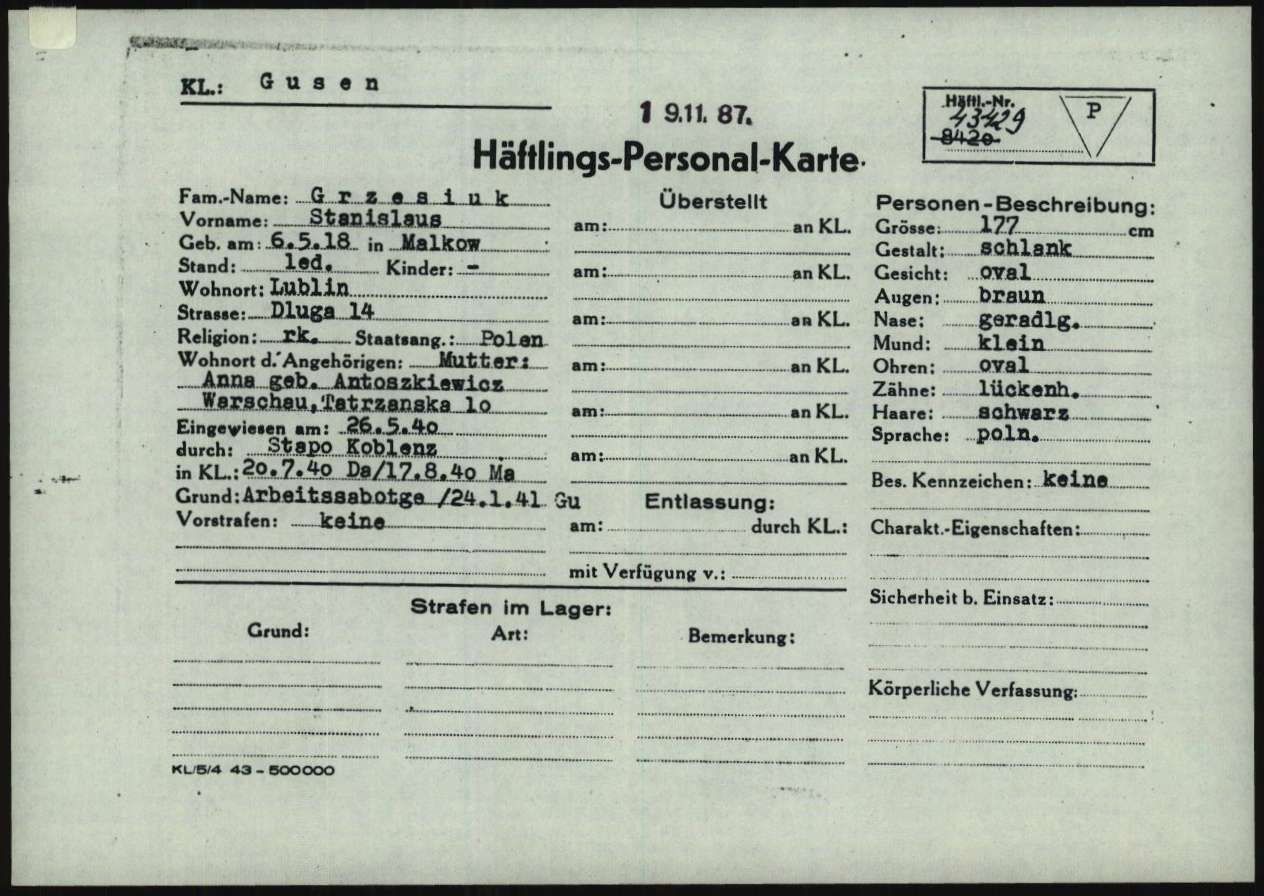
Tarjeta de registro de Mauthausen/Gusen

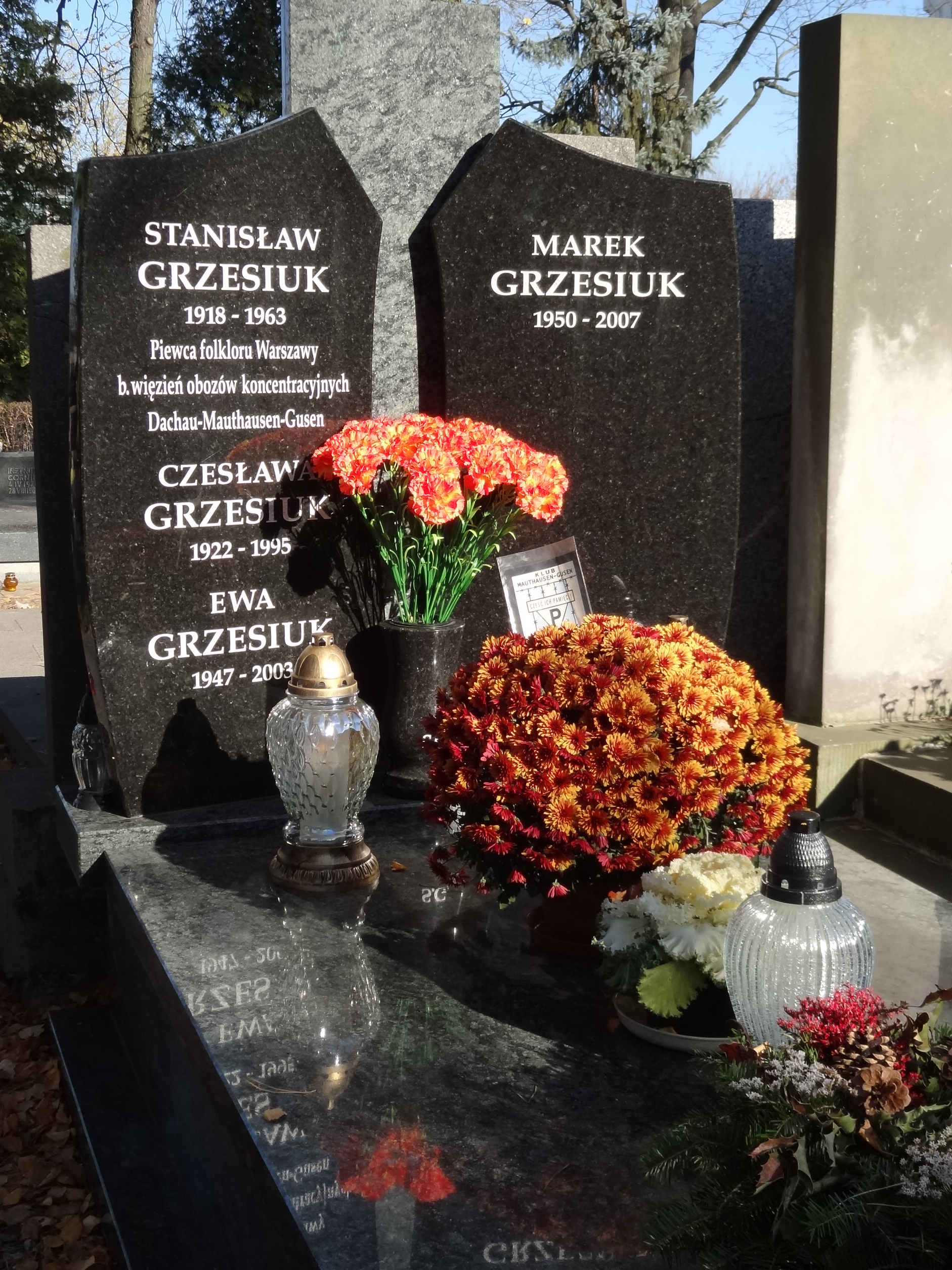
La tumba renovada de Stanisław Grzesiuk en Varsovia el día antes del Día de Todos los Santos de 2021

Después de una estancia de unos cuantos meses en Dachau (del 4 abril al 16 de agosto de 1940) fue trasladado al Campo de concentración de Mauthausen-Gusen, donde permaneció hasta el 5 de mayo de 1945, fecha en la que se produjo la liberación del campo de prisioneros por las fuerzas aliadas estadounidenses. En 1941 fue transferido del antiguo campo de "Mauthausen" al nuevo "Gusen I".
En 1946, y tras su regreso a Varsovia el 9 de julio de 1945, se casó y tuvo dos hijos (Eva 1947-2003, Marcos 1950-2007). Desde 1947, y como consecuencia de su estancia en los campos de concentración, sufrió de tuberculosis pulmonar obligándole a someterse a dos operaciones médicas. Tras la Segunda Guerra Mundial fue concejal en Varsovia y activista social de ideología izquierdista, y simpatizante de la recién formada República Popular de Polonia (Polska Rzeczpospolita Ludowa). Vio esta recién creada república como una oportunidad para la erradicación de la pobreza y las enfermedades, presentes en el período de entreguerras. Tuvo una calle con su nombre en el distrito varsoviano de Czerniaków. Falleció en 1963 a causa de la propia enfermedad que padecía.